# Szopy w natarciu
Szopy w natarciu (jap. 平成狸合戦ぽんぽこ Heisei tanuki gassen ponpoko) – pełnometrażowy film anime wyprodukowany w 1994 roku. Film nawiązuje do japońskiej mitologii, w której tanuki mogą zmieniać kształty swojego ciała, jak również przyjmować ludzką postać. Dzięki tej zdolności próbują uratować swoje tereny przed zrównaniem ich z ziemią i postawieniem na nich osiedla. 

## Wersja polska
Szopy w natarciu zostały wydane w Polsce 17 października 2007 r. przez Monolith Video w wersji z polskimi napisami i polskim lektorem (nie jest dostępny dubbing). Wbrew polskiemu tytułowi, w filmie nie pojawia się ani jeden szop – bohaterami są tanuki (japoński gatunek jenota).

## Obsada głosowa
- Makoto Nonomura jako Shoukichi
- Shinchou Kokontei jako narrator
- Yuriko Ishida jako Okiyo
- Akira Fukuzawa jako Ryutarou
- Beichou Katsura jako Rokudaime Kinchou
- Bunshi Katsura jako Tasaburou Hage-tanuki
- Gannosuke Ashiya jako Inugami-gyoubu
- Kobuhei Hayashiya jako Ponkichi
- Kosan Yanagiya jako Tsurukame-oshou
- Nijiko Kiyokawa jako Oroku-baba
- Norihei Miki jako Seizaemon
- Shigeru Izumiya jako Gonta
- Takehiro Murata jako Bunta
- Yorie Yamashita jako Otama

## Nagrody
W 1995 r. film otrzymał główne nagrody za najlepszy film animowany na Międzynarodowym Festiwalu Filmów Animowanych w Annecy we Francji oraz Manichi Eiga Concurs w Tokio. Również w 1995 r. otrzymał nagrodę specjalną Japońskiej Akademii Filmowej.